# یواس‌اس کوشینگ (دی‌دی-۳۷۶)
یواس‌اس کوشینگ (دی‌دی-۳۷۶) (به انگلیسی: USS Cushing (DD-376)) یک کشتی بود که طول آن ۱۰۴ متر (۳۴۱ فوت) بود. این کشتی در سال ۱۹۳۵ ساخته شد.